# Liste der Gerichtsbezirke auf den Kanarischen Inseln
Dies sind die Gerichtsbezirke auf den Kanarischen Inseln, Spanien.

## Provinz Las Palmas

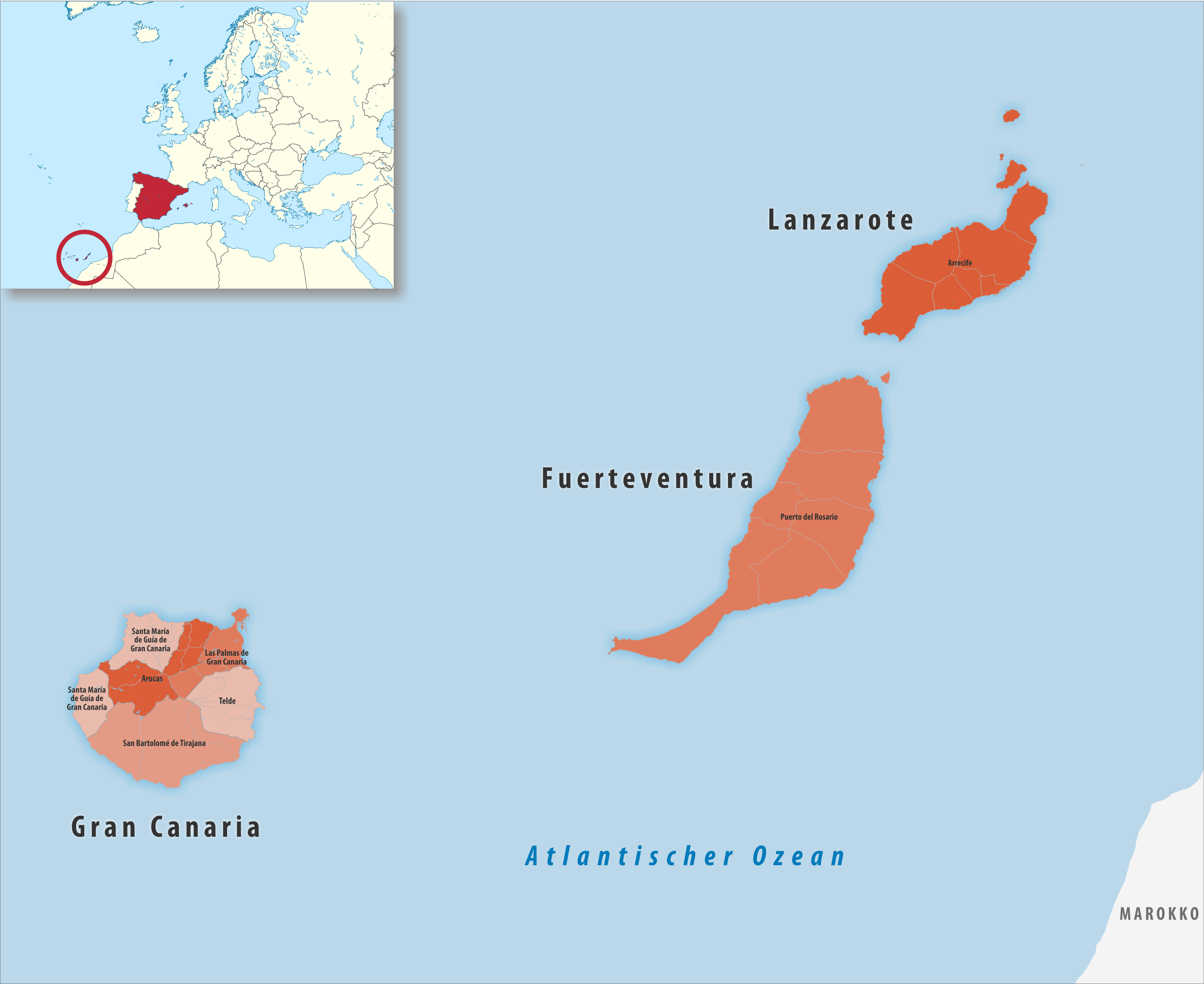
Gerichtsbezirke in der Provinz Las Palmas

| Gerichtsbezirk                      | Gemeinden | Einwohner (2024) | Fläche km² | Dichte Einw./km² | Hauptquartier                       |
| ----------------------------------- | --------- | ---------------- | ---------- | ---------------- | ----------------------------------- |
| Arrecife                            | 7         | 163.467          | 846,89     | 193              | Arrecife                            |
| Arucas                              | 6         | 66.098           | 267,09     | 247              | Arucas                              |
| Las Palmas de Gran Canaria          | 3         | 406.843          | 165,36     | 2.460            | Las Palmas de Gran Canaria          |
| Puerto del Rosario                  | 6         | 127.043          | 1.661,30   | 76               | Puerto del Rosario                  |
| San Bartolomé de Tirajana           | 3         | 152.389          | 566,37     | 269              | San Bartolomé de Tirajana           |
| Santa María de Guía de Gran Canaria | 5         | 60.052           | 305,59     | 197              | Santa María de Guía de Gran Canaria |
| Telde                               | 4         | 178.561          | 257,12     | 694              | Telde                               |
| Provinz Las Palmas                  | 34        | 1.154.453        | 4.069,72   | 284              | Las Palmas de Gran Canaria          |

## Provinz Santa Cruz de Tenerife

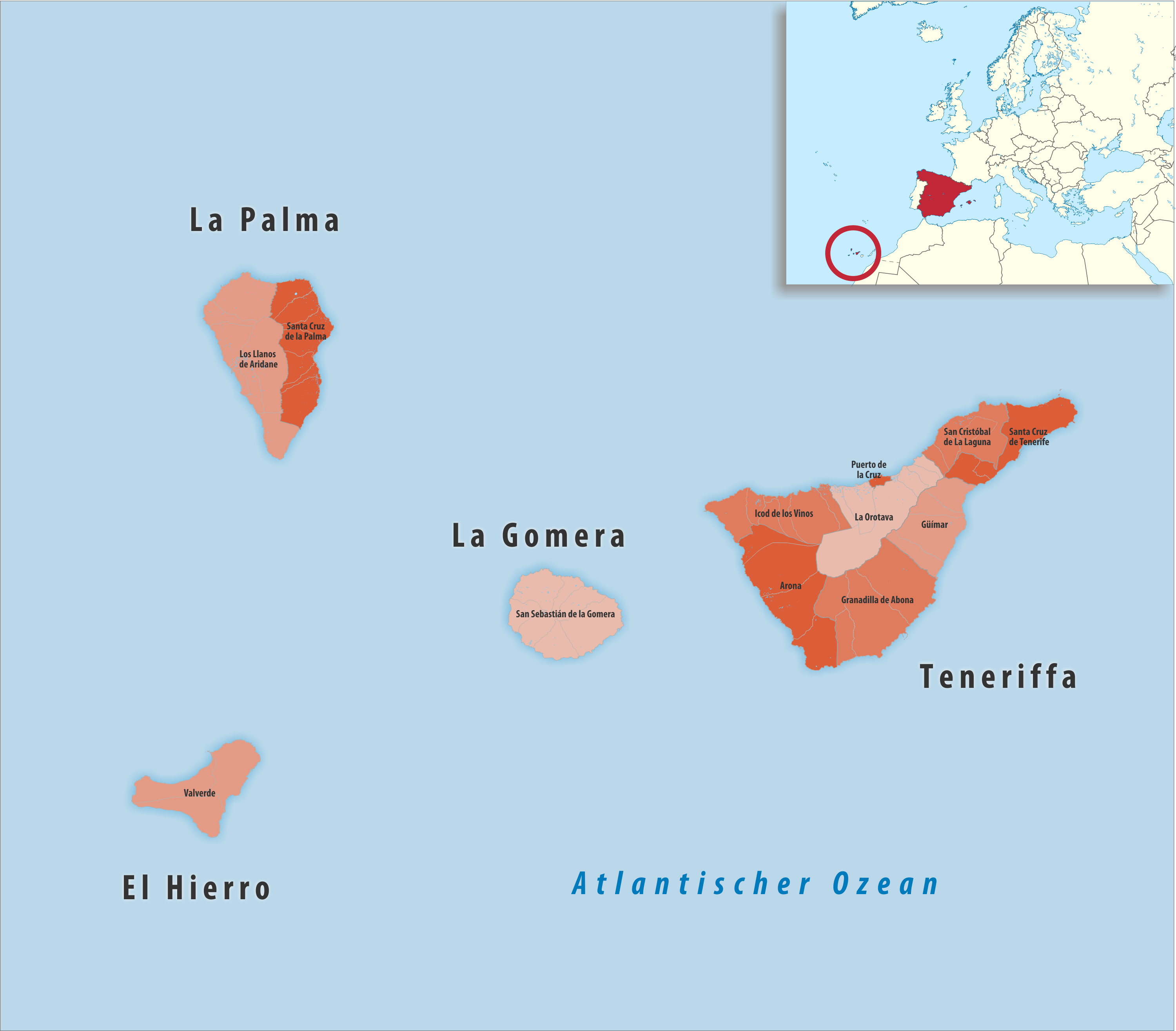
Gerichtsbezirke in der Provinz Santa Cruz de Tenerife

| Gerichtsbezirk                 | Gemeinden | Einwohner (2024) | Fläche km² | Dichte Einw./km² | Hauptquartier              |
| ------------------------------ | --------- | ---------------- | ---------- | ---------------- | -------------------------- |
| Arona                          | 4         | 172.188          | 383,76     | 449              | Arona                      |
| Granadilla de Abona            | 4         | 91.272           | 439,74     | 208              | Granadilla de Abona        |
| Güímar                         | 4         | 59.353           | 231,98     | 256              | Güímar                     |
| Icod de los Vinos              | 6         | 46.974           | 263,90     | 178              | Icod de los Vinos          |
| Los Llanos de Aridane          | 7         | 41.920           | 426,42     | 98               | Los Llanos de Aridane      |
| La Orotava                     | 6         | 77.586           | 338,48     | 229              | La Orotava                 |
| Puerto de la Cruz              | 1         | 31.370           | 8,83       | 3.553            | Puerto de la Cruz          |
| San Cristóbal de La Laguna     | 4         | 205.687          | 177,09     | 1.161            | San Cristóbal de La Laguna |
| San Sebastián de la Gomera     | 6         | 22.436           | 367,65     | 61               | San Sebastián de La Gomera |
| Santa Cruz de la Palma         | 7         | 43.184           | 280,55     | 154              | Santa Cruz de La Palma     |
| Santa Cruz de Tenerife         | 2         | 229.342          | 189,75     | 1.209            | Santa Cruz de Tenerife     |
| Valverde                       | 3         | 11.806           | 267,72     | 44               | Valverde                   |
| Provinz Santa Cruz de Tenerife | 54        | 1.074.409        | 3.375,87   | 318              | Santa Cruz de Tenerife     |